# Dendera
Dendera of Denderah is een kleine stad in het Qina (gouvernement) in Egypte.
Dendera ligt op de westelijke Nijloever en op enkele kilometers van Qina. Het was de hoofdstad van de zesde nome van Opper-Egypte. In het oude Egypte was de stad bekend onder de naam Ioenet.

## Bezienswaardigheden
Het is bekend omwille van haar pre-dynastische graven en het tempelcomplex van Dendera van de Ptolemaeën.